# Жирол (Лоаре)
Жирол (фр. Girolles) је насељено место у Француској у региону Центар, у департману Лоаре.
По подацима из 2011. године у општини је живело 674 становника, а густина насељености је износила 48,49 становника/km².

## Демографија
| 1962. | 1968. | 1975. | 1982. | 1990. | 2011. |
| ----- | ----- | ----- | ----- | ----- | ----- |
| 402   | 381   | 392   | 503   | 545   | 674   |